# Elijah Hall
Elijah Hall (* 22. August 1994 in Katy, Texas) ist ein US-amerikanischer Leichtathlet, der sich auf den Sprint spezialisiert hat. 2022 gewann er mit der US-amerikanischen 4-mal-100-Meter-Staffel die Silbermedaille bei den Weltmeisterschaften in Eugene.

## Sportliche Laufbahn
Elijah Hall wuchs in Texas auf und studierte von 2016 bis 2018 an der University of Houston und wurde für die Houston Cougars 2018 NCAA-College-Hallenmeister im 60-Meter-Lauf sowie über 200 Meter. Zudem stellte er mit 20,02 s in der Halle über 200 Meter im selben Jahr einen Nordamerikarekord auf. 2021 siegte er in 10,04 s und 20,11 s über 100 und 200 Meter bei der Hungarian GP Series Budapest und im Jahr darauf siegte er in 10,02 s im 100-Meter-Lauf beim Memoriał Ireny Szewińskiej sowie in 10,17 s beim P-T-S Meeting. Mit der US-amerikanischen 4-mal-100-Meter-Staffel startete er im Juli bei den Weltmeisterschaften in Eugene und gewann dort mit 37,55 s im Finale gemeinsam mit Christian Coleman, Noah Lyles und Marvin Bracy die Silbermedaille hinter dem kanadischen Team.

## Persönliche Bestzeiten
- 100 Meter: 9,90 s (+1,8 m/s), 24. Juni 2022 in Eugene
  - 60 Meter (Halle): 6,52 s, 10. März 2018 in College Station
- 200 Meter: 20,11 s (+1,6 m/s), 31. März 2018 in Austin
  - 200 Meter (Halle): 20,02 s, 10. März 2018 in College Station (Nordamerikarekord)